# Хан Мин Ён
Хан Мин Ён (кор. 한민용; род. 19 июля 1989, город Сеул) - южнокорейский журналист, ведущая новостей JTBC Newsroom в выходные дни.

## Биография
Хан Мин Ён закончила среднюю школу в городе Пекин, Китай. Позже получила степень бакалавра в области искусств и экономики в Пекинском университете, а также степень магистра финансов в Городском университете Нью-Йорка.
В 2013 начала свою карьеру в качестве корреспондента, освещающего работу полиции и прокуратуры на телеканале MBN, пока в 2017 году не присоединилась к команде юристов кабельного канала JTBC. В том-же году её новость о нахождении Ким Гван Джина под стражей стала популярной на Naver.
3 августа 2018 года, Хан стала новой соведущей воскресного выпуска JTBC Newsroom, сменив Ли Чжи Ына.  А 10 января 2020 года было объявлено о том, что Минён будет вести программу одна, так-как Ким Пил Кю покинул свой пост, это делает её второй женщиной, которая стала основным ведущим новостей JTBC и первой которая на данный момент ведёт новости среди других кабельных телеканалов Кореи.
Помимо новостей, ведёт сегмент «Открытый микрофон», где берёт интервью и рассказывает о полевых отчётах.
Снялась в роли ведущей в короткометражном фильме JTBC News «Starting Line», освещавшем парламентские выборы 2020 года.

## Карьера

### Журналистика
| Время работы           | Телеканал | Должность             |
| ---------------------- | --------- | --------------------- |
| 2013 - 2017            | MBN       | Корреспондент         |
| 2017 - настоящее время | JTBC      | Корреспондент         |
| 2018 - настоящее время | JTBC      | Ведущая JTBC Newsroom |

### Фильмография
| Год  | Название                | Роль    |
| ---- | ----------------------- | ------- |
| 2020 | Starting Line (출발,선) | Ведущая |

## Факты
Хан играет на пианино